# HMS Sussex
HMS Sussex var et engelsk krigsskib, der forliste i hårdt vejr den 1. marts 1694 ved Gibraltar. Skibet, der gik ned med en besætning på 500 mand, havde angiveligt 10 ton guld om bord. I dag har denne last en værdi på godt 30 milliarder kroner, hvilket gør HMS Sussex til et af de mest værdifulde skibsvrag i historien.
HMS Sussex blev søsat fra Chatham Dockyard den 11. april 1693, og det 48 meter lange tremastede linjeskib var tiltænkt rollen som den engelske flådes stolthed. Som admiral Sir Francis Wheelers flagskib med 80 kanoner afsejlede HMS Sussex fra Portsmouth den 27. december 1693 for at eskortere en flåde på 48 krigsskibe og 166 handelsskibe til Middelhavet.
Om bord var også en for datiden enorm bestikkelse i form af guld til en værdi af 1 million engelske pund sterling. Guldet, der blev opbevaret i jernbeklædte kister, var tiltænkt Victor Amadeus 2., der var hertug af Savoyen i det nordvestlige Italien.
Formålet med med bestikkelsen var at overtale Victor Amadeus 2. til at opbygge en hær af lejesoldater, der skulle angribe Ludvig 14. af Frankrig. England udgjorde sammen med Savoyen en del af alliancen, der kæmpede mod Frankrig i Den pfalziske Arvefølgekrig, og krigen gik ikke særligt godt for Vilhelm 3. af England og hans allierede.
Efter et kort ophold i Cádiz i Andalusien sejlede man videre ind i Middelhavet. Her blev flåden den 27. februar 1694 ramt af hårdt vejr med en kraftig storm, den såkaldte Levante vind, mens den stadig var tæt ved Gibraltarstrædet. På stormens tredje dag sank HMS Sussex på en kilometer dybt vand, og kun to af besætningens 500 mand blev reddet. Blandt de omkomne var admiral Wheeler, hvis lig, ifølge legenden, efterfølgende blev fundet på østsiden af Gibraltarklippen kun iført sin natskjorte.
12 andre skibe i eskadren sank i det hårde vejr, der krævede ca. 1.200 dødsofre.
Året efter forsøgte englænderne igen at sende en større sum penge til Victor Amadeus 2. – men da var det for sent. Victor Amadeus 2. havde i al hemmelighed skiftet side, og var gået i alliance med Frankrig.

## Skattejagten
I 1994 blev den amerikanske skattejæger, og grundlægger af Odyssey Marine Exploration, Greg Stemm opsøgt af en italiensk forsker, der havde fundet et gulnet papir fra Ludvig 14. tid, hvor forliset, og specielt den store skat, blev omtalt. Mellem 1998 og 2001 ledte Greg Stemm efter vraget, og efter at have lokaliseret det, indgik han i 2002 en aftale med skibets retmæssige ejer, den engelske regering, om at dele skibets last mellem sig.
Ifølge aftalen skal Odyssey Marine Exploration have 80% af værdien op til 45 millioner dollars, 50% af værdien mellem 45 millioner og 500 millioner dollars og endelig 40% af værdien over 500 millioner dollars. Resten tilfalder den engelske regering.
I 2003 var man klar til at begynde bjærgningen af lasten, da man blev mødt af intense protester fra arkæologiske kredse, der modsatte sig, at private firmaer på den måde skulle kunne tømme historiske skibsvrag for værdier. Senere modsatte de spanske myndigheder sig forsøget at hæve skibets last. Især lokalregeringen i Andalusien var imod projektet, da man ikke fandt det bevist 100%, at der var tale om HMS Sussex og ikke et spansk skibsvrag, men i 2006 godkendte det spanske udenrigsministerium projektet efter langvarige forhandlinger.
I marts 2007 accepterede lokalregeringen i Andalusien også projektet på den betingelse, at at der deltager spanske arkæologer i bjærgningen af den værdifulde last.

## Baggrundsviden
- Forkortelsen HMS betyder i England enten His Majesty's Ship eller Her Majesty's Ship, alt efter om statsoverhovedet er en mand eller kvinde.
- Da HMS Sussex sank, brugte man stadig den Julianske kalender i England. Ifølge den sank skibet den 19. februar 1694. Nu bruger England i lighed med bl.a Danmark den Gregorianske kalender.
- Chatham Dockyard ligger ved floden River Medway i grevskabet Kent sydvest for London. Værftet blev bygget i tiden efter reformationen, hvor England havde et politisk problematisk forhold til de katolske lande i Europa.
- Den pfalziske Arvefølgekrig var en krig, der blev udkæmpet 1688-1697 mellem Frankrig på den ene side og den store alliance bestående af Nederlandene, England, det Tysk-romerske rige, Spanien, Sverige og Savoyen på den anden side.
- Cádiz er grundlagt omkring det 11. århundrede f.Kr. af Fønikerne, og er en af verdens ældste havnebyer.
- Levante vinden er en vedholdende og meget kraftig blæst fra øst i det sydlige Spanien. Vinden går fra kuling og opefter, og har normalt en varighed på en uges tid.
- Odyssey Marine Exploration er et amerikansk firma, der har specialiseret sig i bl.a. at finde sunkne historiske skibe og andre marinarkæologiske fund.